# Ázerbájdžánština
Ázerbájdžánština či azerština je turkický jazyk, kterým mluví Ázerbájdžánci, kteří žijí hlavně v Ázerbájdžánské republice, kde se mluví o severní variantě ázerbájdžánštiny, a v ázerbájdžánské oblasti v Íránu, kde se mluví o jižní variantě ázerbájdžánštiny. Ačkoli mezi oběma formami ázerbájdžánštiny existuje velmi vysoký stupeň vzájemné srozumitelnosti, existují značné rozdíly ve fonologii, lexikonu, morfologii, syntaxi a zdrojích výpůjček.
Severní ázerbájdžánština má oficiální status v Ázerbájdžánské republice a Dagestánu (federální subjekt Ruska), ale jižní ázerbájdžánština nemá oficiální status v Íránu, kde žije většina Ázerbájdžánců.
V Ázerbájdžánu se nazývá Azərbaycan dili, Ázerbájdžánci ji často nazývají také Türki.

## Rozšíření jazyka
Celkově ázerbájdžánštinu používá 25 až 30 milionů rodilých mluvčích. (Asi 16 až 23 milionů v Íránu, 8 milionů v Ázerbájdžánu a 800 000 v dalších menších komunitách.) Jde o turkický jazyk oghuzské větve blízce příbuzný turečtině ovlivněný perštinou a arabštinou.
Další dialekty jazyka jsou používány v severozápadních oblastech Íránu (Íránský Ázerbájdžán), kde jde o převládající jazyk a zároveň lingvu franku pro ostatní tamní menšiny, například Kurdy, Armény a další. Jazyk je dále rozšířen v Dagestánu (Rusko), jihovýchodní Gruzii, severním Iráku a východním Turecku.
Mezi ázerbájdžánštinou a jinými oghuzskými jazyky (např. turečtinou, turkmenštinou či kaškajštinou v Turecku, na Kavkazu, Kypru a Balkáně, v Iráku, Sýrii a západní Evropě), je poměrně vysoká úroveň vzájemné srozumitelnosti. Počet rodilých mluvčích v této podskupině dosahuje 100 milionů a celkový počet mluvčích 125 milionů.

## Písmo
Severní ázerbájdžánština používala do roku 1929 pro zápis arabské písmo. Od roku 1929 do roku 1939 používala latinku. Jelikož byl Ázerbájdžán součástí Sovětského svazu, v roce 1939 se pro zápis začala používat cyrilice. Po osamostatnění Ázerbájdžánu v roce 1991 se tam ázerbájdžánština opět začala psát latinkou, upravenou podle tureckého pravopisu. V Dagestánu se nadále používá cyrilice.
Jižní ázerbájdžánština používá a vždy používala arabské písmo.
Ázerbájdžánská abeceda sestává z 32 písmen.
Velká písmena:
A, B, C, Ç, D, E, Ə, F, G, Ğ, H, X, I, İ, J, K, Q, L, M, N, O, Ö, P, R, S, Ş, T, U, Ü, V, Y, Z
Malá písmena:
a, b, c, ç, d, e, ə, f, g, ğ, h, x, ı, i, j, k, q, l, m, n, o, ö, p, r, s, ş, t, u, ü, v, y, z
Ázerbájdžánština má 9 samohlásek (A, E, Ə, I, İ, O, Ö, U, Ü) a 23 souhlásek:

### Výslovnost
Následující tabulka obsahuje vývoj ázerbájdžánské abecedy a její přibližnou výslovnost v češtině:

Ázerbájdžánská abeceda

| Arabské písmo | Latinka   | Cyrilice  | Latinka | Výslovnost v češtině                          |
| ------------- | --------- | --------- | ------- | --------------------------------------------- |
| do roku 1929  | 1929–1939 | 1939–1991 | 1991    | (přibližná)                                   |
| ا,آ           | A a       | А а       | A a     | jako a                                        |
| ﺏ             | B b       | Б б       | B b     | jako b                                        |
| ﺝ             | Ç ç       | Ҹ ҹ       | C c     | jako dž                                       |
| چ             | C c       | Ч ч       | Ç ç     | jako č                                        |
| ﺩ             | D d       | Д д       | D d     | jako d                                        |
|               | E e       | Е е       | E e     | jako e                                        |
| ﻉ ,(کسره)     | Ə ə       | Ә ә       | Ə ə     | jako æ), je překládáno jako ä, a někdy jako e |
| ﻑ             | F f       | Ф ф       | F f     | jako f                                        |
| گ             | G g       | Ҝ ҝ       | G g     | jako g'                                       |
| ﻍ             | Ƣ ƣ       | Ғ ғ       | Ğ ğ     | prodlužuje předchozí samohlásku               |
| ﺡ,ﻩ           | H h       | Һ һ       | H h     | jako h                                        |
| ﺥ             | X x       | Х х       | X x     | jako ch                                       |
|               | Ь ь       | Ы ы       | I ı     | tzv. zadopatrové i, jako y                    |
| ی             | I i       | И и       | İ i     | jako i                                        |
| ژ             | Ƶ ƶ       | Ж ж       | J j     | jako ž                                        |
| ﻙ             | K k       | К к       | K k     | jako k                                        |
| ﻕ             | Q q       | Г г       | Q q     | jako g                                        |
| ﻝ             | L l       | Л л       | L l     | jako l                                        |
| ﻡ             | M m       | М м       | M m     | jako m                                        |
| ﻥ             | N n       | Н н       | N n     | jako n                                        |
| ﻭ             | O o       | О о       | O o     | jako o                                        |
|               | Ɵ ɵ       | Ө ө       | Ö ö     | jako německé ö                                |
| پ             | P p       | П п       | P p     | jako p                                        |
| ﺭ             | R r       | Р р       | R r     | jako r                                        |
| ﺙ,ﺱ,ﺹ         | S s       | С с       | S s     | jako s                                        |
| ﺵ             | Ş ş       | Ш ш       | Ş ş     | jako š                                        |
| ﺕ,ﻁ           | T t       | Т т       | T t     | jako t                                        |
| ﻭ             | U u       | У у       | U u     | jako u                                        |
| ﻭ             | Y y       | Ү ү       | Ü ü     | jako německé ü                                |
| ﻭ             | V v       | В в       | V v     | jako v                                        |
| ی             | J j       | Ј ј       | Y y     | jako j                                        |
| ﺫ,ﺯ,ﺽ,ﻅ       | Z z       | З з       | Z z     | jako z                                        |

## Příklady

### Číslovky
| Ázerbájdžánsky | Česky |
| bir, бир       | jeden |
| iki, ики       | dva   |
| üç, үч         | tři   |
| dörd, дөрд     | čtyři |
| beş, беш       | pět   |
| altı, алты     | šest  |
| yeddi, једди   | sedm  |
| səkkiz, сǝккиз | osm   |
| doqquz, доггуз | devět |
| on, он         | deset |

## Vzorový text
Otče náš (modlitba Páně)
Göylərdə olan Atamız,
Adın müqəddəs tutulsun.
Padşahlığın gəlsin.
Ko olsun Senin istediin,
Göydə olduğu kimi Yerdə də
Sənin iradən olsun.
Gündəlik çörəyimizi bizə bu gün ver.
Bizə borclu olannarı bağışladığımız kimi
Bizi borclarımızı da bağısla.
Bizi sınağa çəkmə,
Lakin bizi şəndən xilas et.
Amin.

### Všeobecná deklarace lidských práv
| ázerbájdžánsky (latinka)  | Bütün insanlar ləyaqət və üquqlarına görə azad bərabər doğulurlar. Onarın şüuralrı və vicdanları var və bir-birlərinə münasibətdə ardaşlıq runhunda davranmalıdırlar.   |
| ázerbájdžánsky (cyrilice) | Бүтүн инсанлар ләјагәт вә һүгугларына ҝөрә азад бәрабәр доғулурлар. Онларын шүурлары вә виҹданлары вар вә бир-бирләринә мүнасибәтдә гардашлыг руһунда давранмалыдырлар. |
| česky                     | Všichni lidé se rodí svobodní a sobě rovní co do důstojnosti a práv. Jsou nadáni rozumem a svědomím a mají spolu jednat v duchu bratrství.                              |